# Heiner Möller
Heiner Möller, nemški rokometaš, * 4. september 1952, Herford.
Leta 1972 je na poletnih olimpijskih igrah v Münchnu v sestavi zahodnonemške rokometne reprezentance osvojil šesto mesto.